# برنيس كينغ

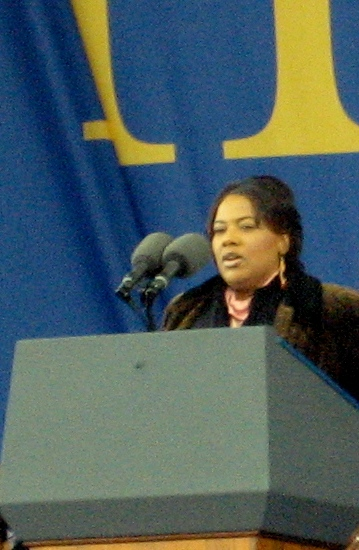
برنيس كينغ عام 2006

برنيس ألبرتين كينغ (بالإنجليزية: Bernice King)‏ (28 مارس 1963) وزيرة أمريكية مشهورة بأنها أصغر ابنة لزعيم الحقوق المدنية مارتن لوثر كينغ وكوريتا سكوت كينغ. وكانت تبلغ من العمر خمس سنوات فقط عندما قتل والدها.

## عن حياتها
في مراهقتها اختارت برنيس على العمل من أجل أن تصبح وزيرة بعدما شاهدت الفيلم الثائقي عن مقتل والدها وكانت برنيس كينغ عمرها 17 سنة عندما دعيت لإلقاء كلمة في الأمم المتحدة. بعد عشرين عاما من وفاة والدها، وصلت لها خطبة المحاكمة. مستوحاة من نشاط والديها، ألقي القبض عليها عدة مرات خلال زيارتها البلوغ المبكر.

## روابط خارجية
- موقع برنيس كينغ